# Goll Elemér
Goll Elemér, született Goll Elemér István Alajos (Budapest, 1880. február 15. – Budapest, 1925. január 22.) magyar építész.

## Élete
Régi magyar patríciuscsaládból származott. Édesapja Goll János középiskolai tanár, a Nagymező utcai kereskedelmi iskolában egész generációkat nevelt föl, édesanyja Steckl Paulina. Goll Elemér testvére volt Goll Aladár, az egyetemi énekkarok tiszteletbeli elnöke; Goll János, Újpest városának főmérnöke; egy leány, Marsík Jenő vezérkari ezredes, volt belgrádi konzul felesége.
1902-ben szerzett oklevelet a budapesti műegyetemen. Már egyetemi tanulmányai alatt építészeti alaktani jegyzetet írt és adott ki Kismarty-Lechner Jenővel és Aggházy Tiborral. Az 1910-es években a Képzőművészeti Társulat kiállításait építészeti szemszögből vizsgálta a Magyar Mérnök és Építész Egylet Heti Értesítőjébe.
Számos pályázaton vett részt, több épülete valósult meg Budapesten és vidéken. Munkáinak egy részét Werner Frigyessel közösen tervezte. Részt vett Sváb Gyula-féle iskolaépítési programjában, egy (vagy több) vidéki iskolaépületet tervezett (helyük közelebbről jelenleg adathiány miatt még nem határozható meg).
Érdekesség, hogy művészeti tevékenysége mellett időközben jogi doktorátust is szerzett.
Élete nem alakult jól, 1925-ben nyomora miatt öngyilkos lett. Munkája nem volt, emellett — mint a Pesti Napló írja — adókkal zaklatták, elkeseredésében végett vetett életének. 1925. január 23-án délelőtt tizenegy órakor saját nadrágszíjára akasztotta fel magát hálószobájának rézkilincsén.

## Írásai
- Épitészeti alaktan. Pesti könyvny. r.-t., Budapest, é. n.[9]

## Ismert épületei

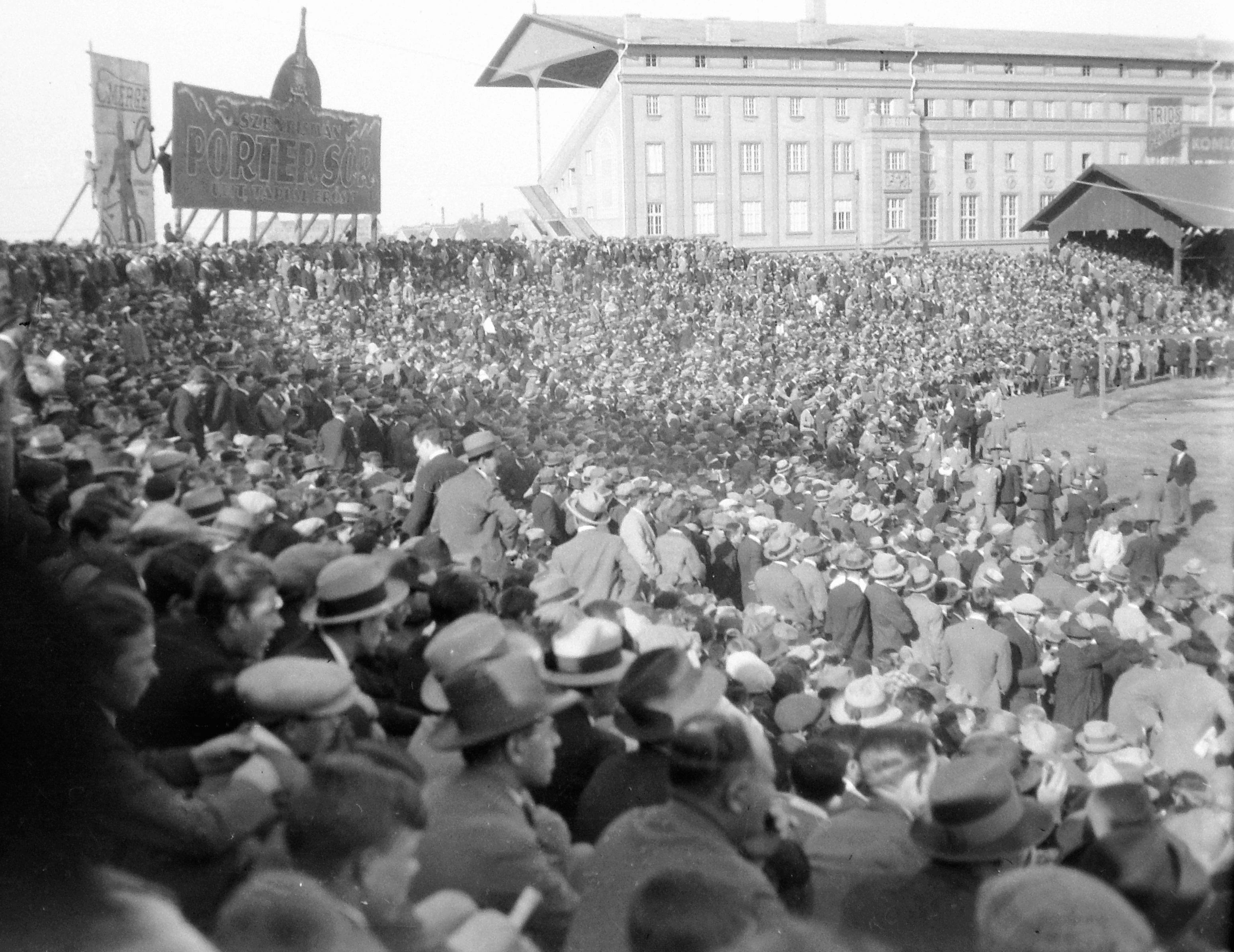
Az MTK stadion 1929-ben

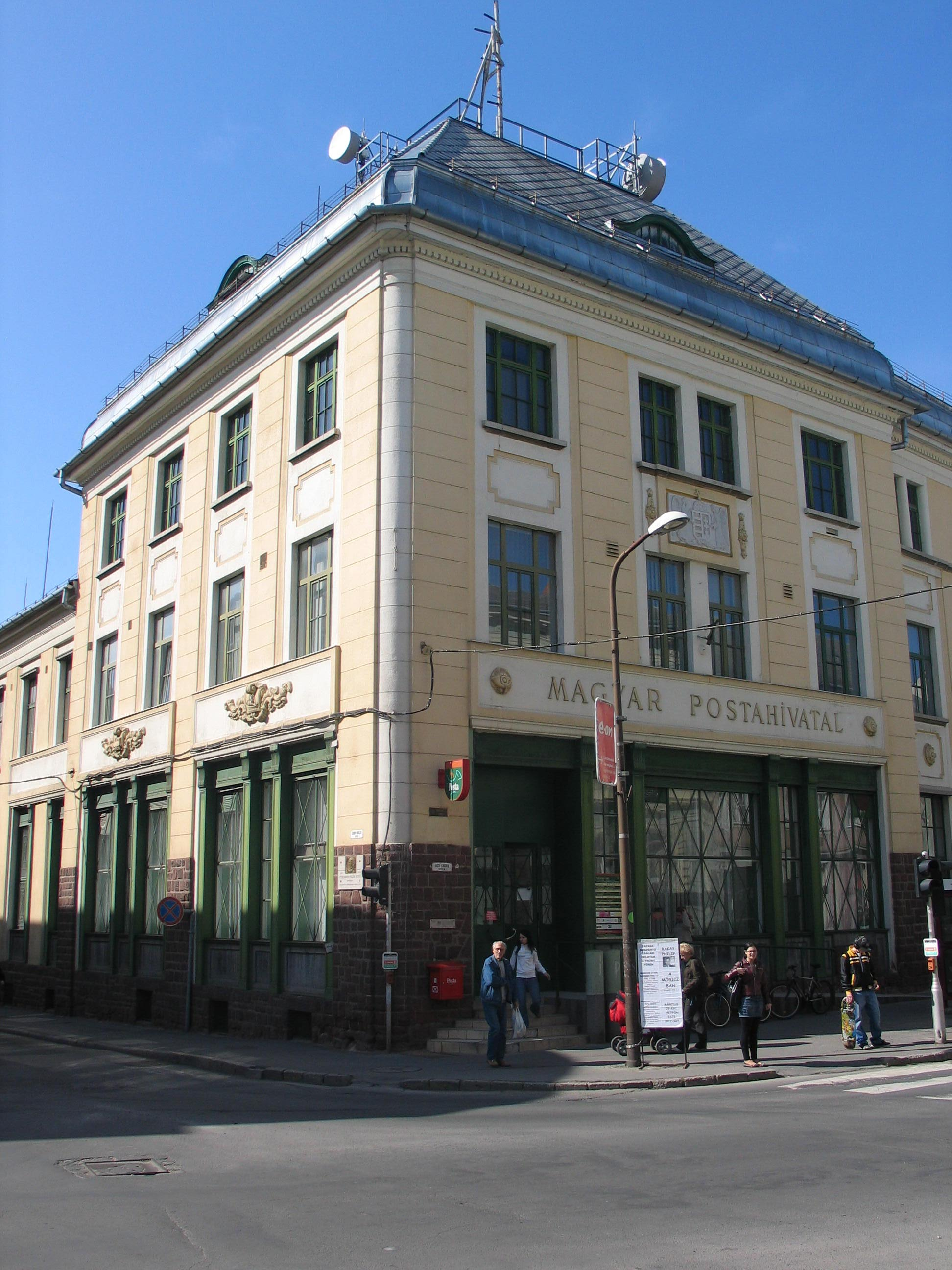
Postapalota, Nagykanizsa

### Saját épületek
- ?: Gróf Teleki József kastélya, Dunapentele[6]
- ?: Polgármesteri Hivatal, Tápiószecső[10]
- 1921–1922: a Nagy-Pongrác telep „G1” jelű lakóháza, Budapest, Pongrácz út[11]

### Tervben maradt saját épületek
- 1904: templom, Szeged[6]

### Werner Frigyessel tervezett épületek
- 1911: Állami elemi iskola, Désakna[6]
- 1912: Hubay Jenő bérháza, Budapest, Fő u. 19.[6][12]
- 1912[13]/1913: Magyar Testgyakorlók Klubjának (MTK) sportpályája, Budapest, Salgótarjáni utca[6][14][15]

### Tervben maradt, Werner Frigyessel tervezett épületek
- 1911: Községháza, Kisvárda (II. díj)[6]
- 1912: (tervben maradt) bérház, Budapest, Práter u. 33.[16]
- 1912: Férfiszabók ipartestületi székháza, Budapest (megvétel)[6][17]
- 1912: Ortodox izraelita óvoda, elemi és felsőbb iskola és hitközségi bérház, Kolozsvár (II. díj)[6]

### Gyenes Lajossaltervezett épületek
- 1921–1924: Postapalota, Nagykanizsa, Ady u. 10.[6][18]

### Tervben maradt, Gyenes Lajossal tervezett épületek
- 1922: Magyar Általános Kőszénbánya Rt. Kaszinója, Tatabánya[19][20]

Goll nevéhez fűződik a Károly Lajos és Markovits Sándor által tervezett bérházak átalakítása a Kolozsvári Arany János utcában.